# Alberto David
Alberto David, født 26. marts 1970, er stormester i skak fra Luxembourg. I april 2009 havde han en Elo-rating på 2587 efter at have haft sin højeste rating på 2603 i januar 2009. 
Han har repræsenteret Luxembourg ved seks skakolympiader (Skakolympiaden 1994, Skakolympiaden 1996, Skakolympiaden 1998, Skakolympiaden 2000, Skakolympiaden 2002 og Skakolympiaden 2006), hvor han hver gang har spillet på 1. bræt. I 2002 vandt han den individuelle sølvmedalje med en samlet score på 84,6% (+10=2−1). I 2003 vandt han den første stormesterturnering "NAO Chess Club GM tournament" i Paris.